# Смовський Костянтин Авдійович
Смовський Костянтин Авдійович (21 травня 1889  — 8 березня 1960) — український військовий діяч, полковник Армії УНР, генерал-хорунжий на еміграції, колабораціоніст. 

## Життєпис
Частина українських діаспорних видань та наукових джерел називають датою народження військового діяча 21 травня 1892 року. На противагу їм сам Смовський у власних спогадах, що були опубліковані в газеті «Свобода», зазначає 21 травня 1894. А. Руккас віднайшов метричну книгу з якої довідуємося, що Костянтин Смовський народився таки 21 травня, але 1889 р. у селі Гнідинці Лохвицького повіту Полтавської губернії (сьогодні - Прилуцького району Чернігівської області). Того ж дня, 21 травня 1889 р., був охрещений у місцевій Троїцькій церкві. У Гнідинцях він навчався в початковій школі, а згодом у гімназії у м. Прилуки.    

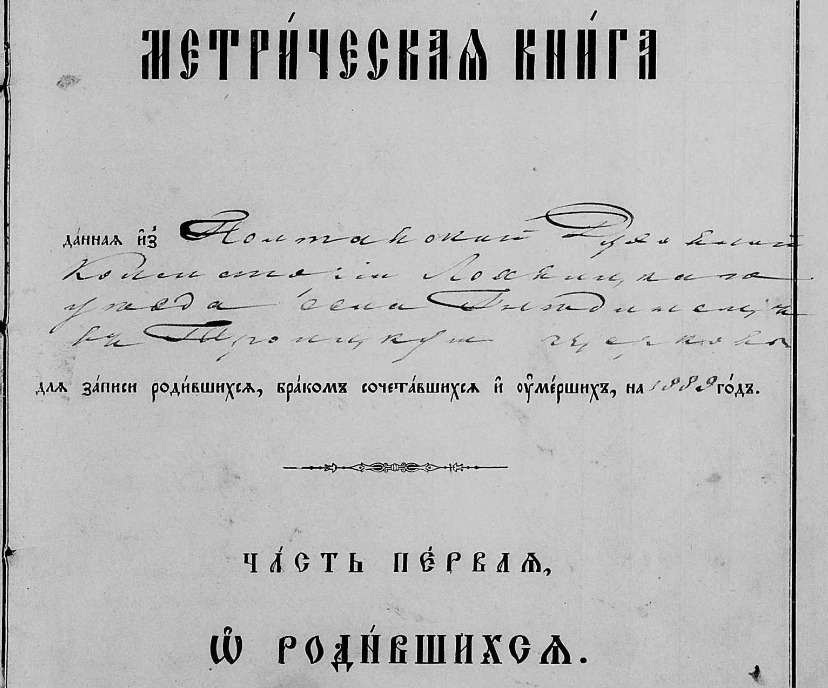
Обкладинка метричної книги с. Гнідинці Лохвицького повіту Полтавської губернії

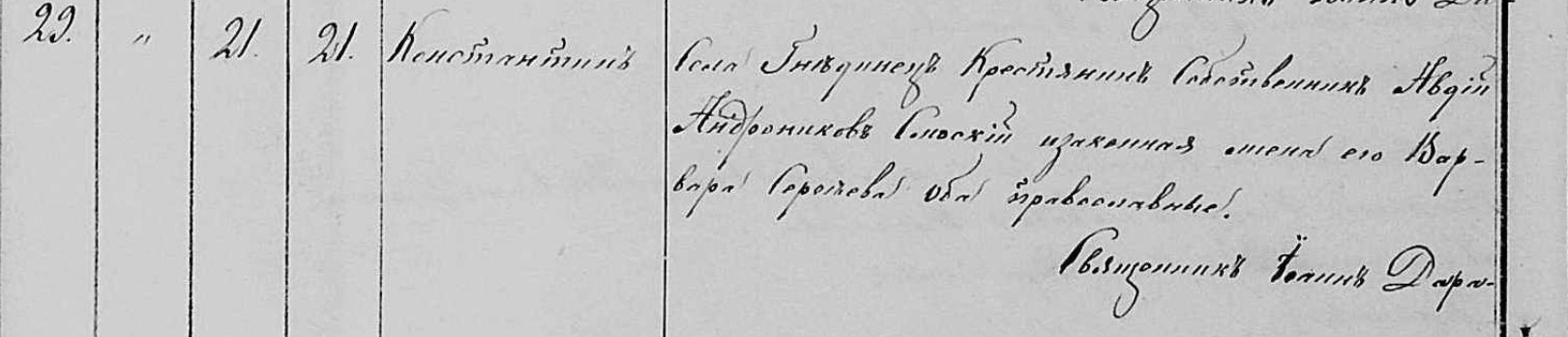
Запис про народження і хрещення Костянтина Смовського

### Імперське військо
У 1913 закінчив Михайлівське артилерійське училище. У роки Першої світової війни на фронті, командир кінно-гірської гарматної батареї. На початку 1917 командував запасною гарматною батареєю у Москві.
У деяких документах зазначав, що під час Першої світової війни був сотником Кубанського козацького війська, але за документами атестаційної комісії Армії УНР (1921 р.) в російській армії був унтер-офіцером.
Після Лютневої революції 1917 в Росії включився до українського руху. Був делегатом III Всеукраїнського військового з'їзду у Києві від Московського гарнізону. Був обраний делегатом до Одеси на переговори про українізацію Одеської військової округи. 

### В Українській Армії
З кінця 1917 на службі в Українській армії.
З 22 листопада 1917 р. — викладач з практичного обслуговування гармат у 2-й Українській юнацькій школі.
У січні 1918 вступив до Гайдамацького коша Слобідської України військ Центральної Ради. Створив і очолив гарматну батарею Коша. Брав участь у вуличних боях із більшовицькими повстанцями, зокрема, за завод «Арсенал», дніпровські мости.
Навесні, з 25 березня 1918 року призначений помічником військового коменданта в Острозі, організував набір поповнення для Армії УНР. Після гетьманського перевороту направлений до Бердичева, де 5 жовтня 1918 року очолив 1-шу гарматну батарею Окремого чорноморського коша Армії Української Держави. З 24 листопада 1918 р. — командир 1-го гарматного полісу Окремого Чорноморського Коша військ Директорії. Приєднався до повстання Директорії УНР, брав участь у Мотовилівському бою 1918.
Підвищений у ранзі до полковника, сформував Чорноморський гарматний полк.
З 11 лютого 1919 р. — командир 5-го кінного Кінбурнського полку 2-ї кінної дивізії Дієвої армії УНР.
З 21 квітня 1919 р. — командир 29-го кінного дієвого полку, який 29 травня 1919 р. було згорнуто в Окремий кінний дивізіон, а 4 липня 1919 р. — розгорнуто у 1-й кінний полк (з 9 липня 1919 р. — 2-й кінний полк) ім. М. Залізняка Дієвої армії УНР. З 19 серпня 1919 р. — помічник командира 2-го кінного полку ім М. Залізняка та член ремонтної комісії з поповнення армії кінським складом
Узимку 1919 у боях у Лівобережній Україні з військами радянської Росії поранений і потрапив до полону. Невдовзі втік і після лікування у Києві повернувся на фронт.
З 6 по 21 грудня 1919 брав участь у Першому зимовому поході Армії УНР, згодом повернувся на польську територію, де був інтернований польською владою.
Навесні 1920 року служив у 6-й Січовій дивізії Армії УНР, дезертував.
З 23 липня 1920 р. — командир 1-го кінного ім М. Залізняка полку Армії УНР. З 13 серпня 1920 р. — т. в. о. командира 1-ї бригади Окремої кінної дивізії Армії УНР, одночасно був командиром 1-го кінного полку ім М. Залізняка. З 13 квітня 1921 р. — помічник комбрига 1-ї Окремої кінної дивізії Армії УНР.
Улітку 1921 року був усунутий із посади після з'ясування атестаційною комісією відсутності офіцерського звання до служби в українській армії.
З 1921 року жив на еміграції у Польщі.

Смовський, орієнтовно у 1920-х

### У польському та німецькому одностроях
Після поразки Армії УНР він був серед тих старшин УНР, яких за домовленістю Петлюри з Пілсудським було за контрактом 1929 року прийнято до Війська Польського для продовження своєї служби за фахом, на випадок війни з СРСР. У польському війську служив у 11-му уланському полку (Цеханів). Останнє звання у польській армії — майор. Брав участь у німецько-польській війні 1939 року, був захоплений німцями до полону. У січні 1940 року за сприяння Військового міністерства УНР в еміграції був звільнений з полону.
З початком війни Німеччини проти СРСР він, як і декотрі старшини Армії УНР, прибули до України; станом на середину жовтня 1941 року Смовський знаходився в Києві, де зустрівся з членами Буковинського куреня. Брав участь в організації української допоміжної поліції у Києві. Навесні 1942 його призначили заступником командира 118-го батальйону шуцманшафту, який брав участь у боях проти радянських партизан на півночі України, а з грудня 1942 — в Білорусі.
Надалі служив в інших українських колабораціоністських формаціях, що підпорядковувались Німеччині. З березня 1945 року був приділений до штабу Української національної армії. 8–9 травня 1945 року від імені командування Української національної армії вів переговори з командувачами американських та англійських військ про інтернування УНА на контрольовані ними території.

### Повоєнна міграція
З 1945 року — на еміграції у Західній Німеччині, один з ініціаторів створення Спілки українських вояків. 1950 року емігрував до США. Активно діяв у ветеранських організаціях вояків Армії УНР. Очолював Союз українських ветеранів. Екзильним урядом УНР Смовському було надано звання генерал-хорунжого. Помер у Міннеаполісі (США). Похований 12 березня 1960 р. на цвинтарі при православній церкві святого Юрія Переможця у м. Міннеаполіс.